# アーネスト・ラッシュ
アーネスト・ヘンリー・ラッシュ（Ernest Henry Lush, 1908年1月23日 - 1988年5月12日）は、イギリス出身のピアノ奏者。
ボーンマスの生まれ。トバイアス・マッセイやカール・フリードベルクにピアノを学び、1928年からBBC専属のピアノ伴奏スタッフとなった。1968年に引退するまでに数多くの録音に参加しており、共演者の中にはエリザベート・シューマン、ジェニファー・ヴィヴィアン、キルステン・フラグスタート、アルフレード・カンポリ、オシー・レナルディ、ジャクリーヌ・デュ・プレらが含まれる。
ハロゲイトにて死去。

## 註
1. ↑  http://www.npg.org.uk/collections/search/portrait/mw46838/Ernest-Henry-Lush
2. ↑  http://oxfordindex.oup.com/view/10.1093/gmo/9781561592630.article.17201
3. ↑  http://ml.naxos.jp/artist/6701